# Långtjärnen (Hällesjö socken, Jämtland, 696830-151743)
Långtjärnen är en sjö i Bräcke kommun i Jämtland och ingår i Ljungans huvudavrinningsområde. Sjön har en area på 0,211 kvadratkilometer och ligger 387,1 meter över havet. Sjön avvattnas av vattendraget Mjöån.

## Delavrinningsområde
Långtjärnen ingår i det delavrinningsområde (696951-151695) som SMHI kallar för Inloppet i Mjösjön. Medelhöjden är 362 meter över havet och ytan är 11,26 kvadratkilometer. Det finns inga avrinningsområden uppströms utan avrinningsområdet är högsta punkten. Mjöån som avvattnar avrinningsområdet har biflödesordning 4, vilket innebär att vattnet flödar genom totalt 4 vattendrag innan det når havet efter 134 kilometer. Avrinningsområdet består mestadels av skog (84 procent). Avrinningsområdet har 0,37 kvadratkilometer vattenytor vilket ger det en sjöprocent på 3,3 procent.